# Filialkirche Pöham

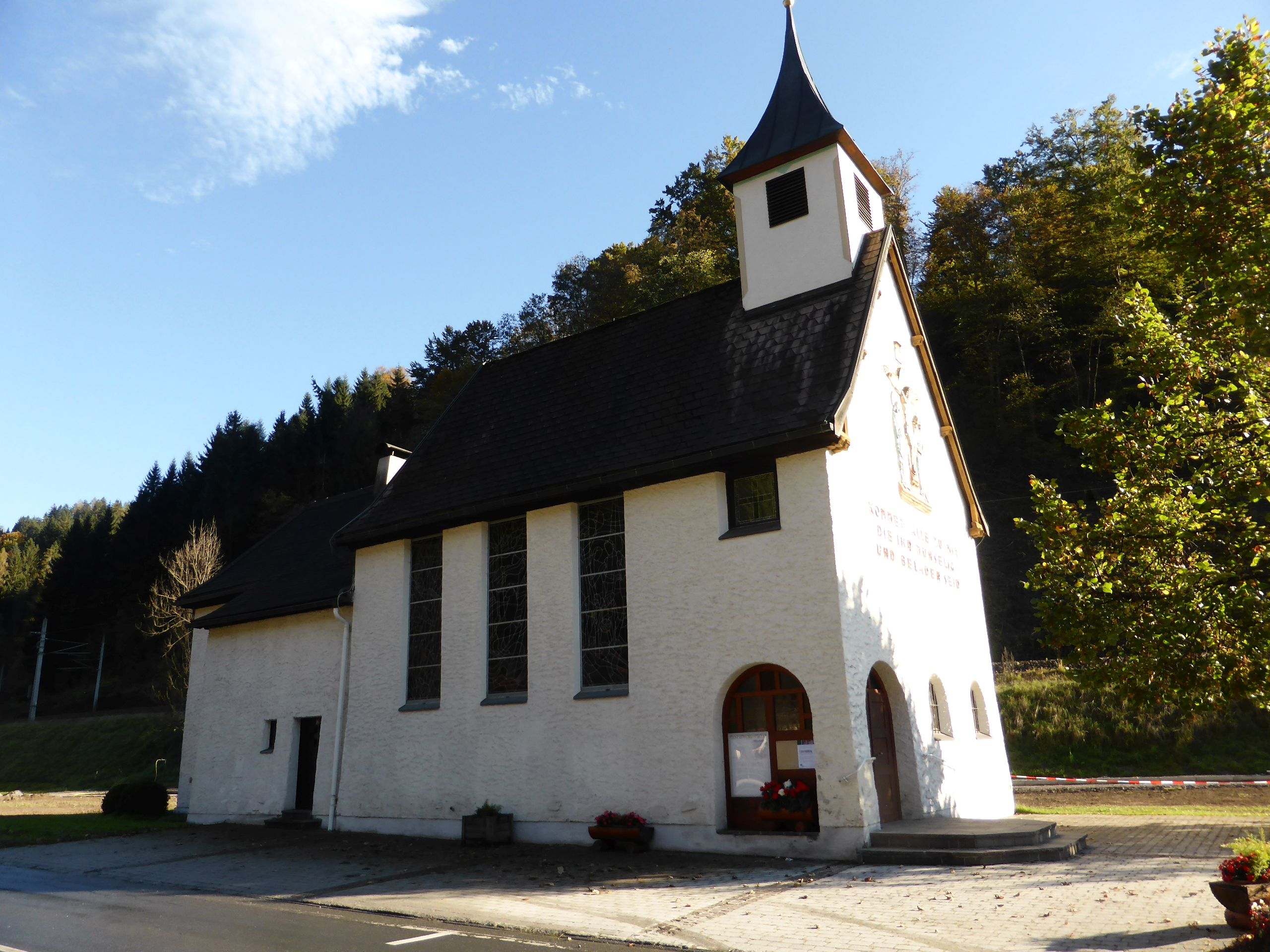
Filialkirche Pöham

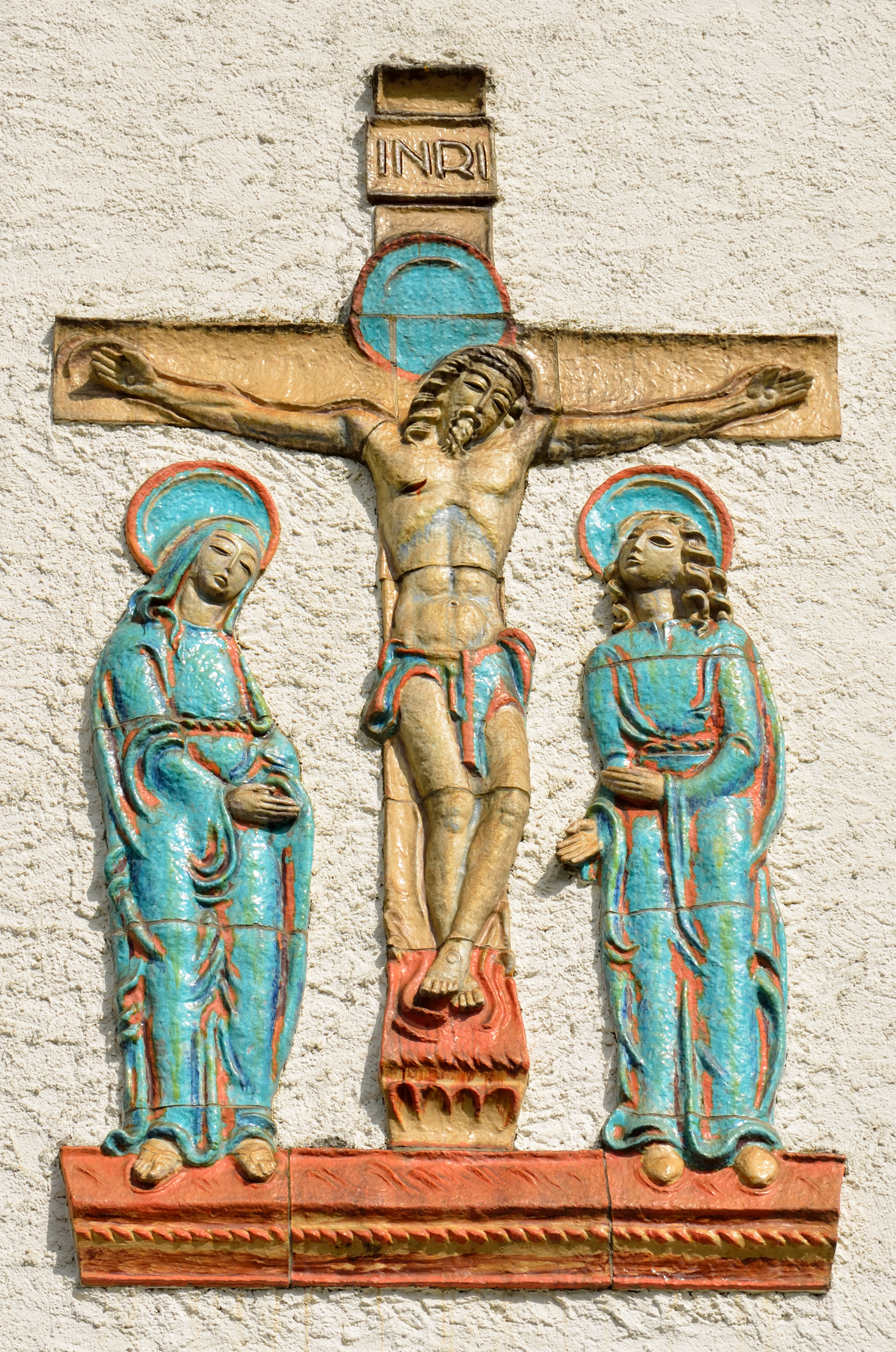
Majolikarelief von Leo Miller

Die Filialkirche Mariä Himmelfahrt ist eine römisch-katholische Kirche im Ort Pöham im Fritztal, in der Gemeinde Bischofshofen im Bezirk St. Johann im Pongau im Land Salzburg. Die Kirche liegt gegenüber der Volksschule direkt an der Bundesstraße in Pöham.

## Vor- und Baugeschichte
Das heutige Pöham hatte früher nur eine kleine hölzerne Hofkapelle beim Brandstattlehen (Brandstätter). Die Überlieferung berichtet, sie sei als Votivkirchlein für einen Schatzfund im Garten errichtet worden. Um 1743 bis 1746 wurde am Ort der heutigen Kirche, beim nachmaligen Dichtlwirt, eine weitere Holzkapelle vom Brandstättbauern Konrad Quehenberger gebaut, die als Bethaus für die wenigen Bauern der Unterfritz diente. Es soll über hundert Jahre lang diese zwei Kapellen nebeneinander gegeben haben. Aus einer dieser beiden Kapellen stammt auch die  Schwarze Madonna von Pöham, die zu einer lokalen Wallfahrt führte.
1928 wurde die schon baufällige Brandstättkapelle abgebrochen, und nach einem Entwurf des Architekten Paul Geppert (dem Älteren) ein schlichter Kirchenneubau in Stein errichtet. 24. Oktober 1929 wurde die Kirche eingeweiht. Das Gnadenbild war inzwischen in Besitz einer Pfarrwerfener Familie übergegangen, die es aber auf Bitten der Pöhamer der neuen Kirche übergaben.
Ursprünglich gehörte der ganze Raum mit Kreuzberg, Winkl und Alpfahrt zur Pfarrei Werfen (Dekanat Altenmarkt), das neue Gotteshaus wurde eine Filialkirche von Pfarrwerfen, es wurde aber ein eigener Pfarrgemeinderat eingerichtet. Betreut wird sie vom Steyler Missionshaus St. Rupert am Kreuzberg am Taleingang.
Die Kirche wurde 1949/1950 um eine größere Sakristei erweitert und renoviert. 1973 erfolgte eine Innenrestaurierung, 2009 eine weitere, bei der auch die Bestuhlung und die Fenster erneuert wurden.

Filialkirche Pöham
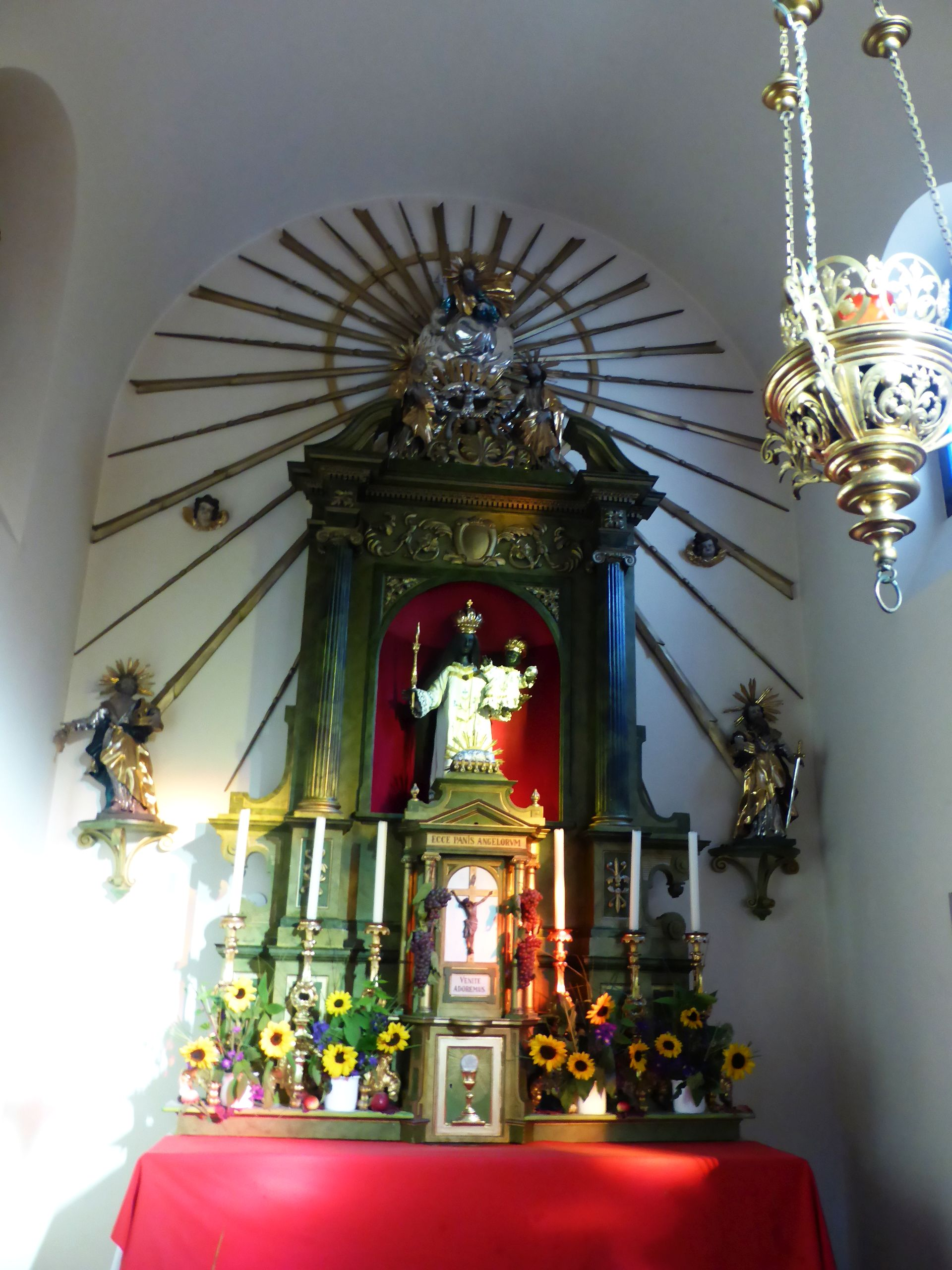
Altar mit der Schwarzen Madonna von Pöham
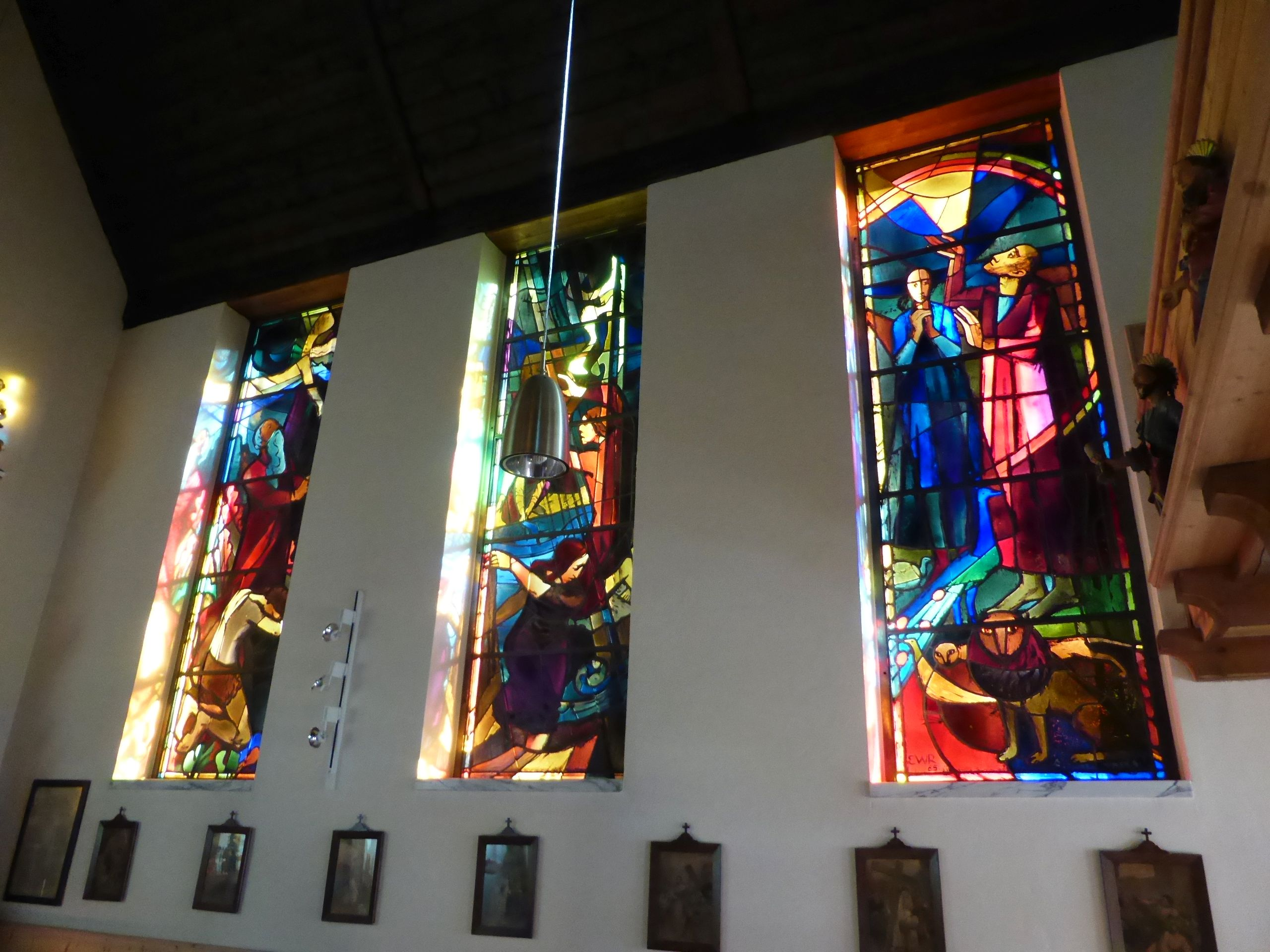
Linke Seitenfenster
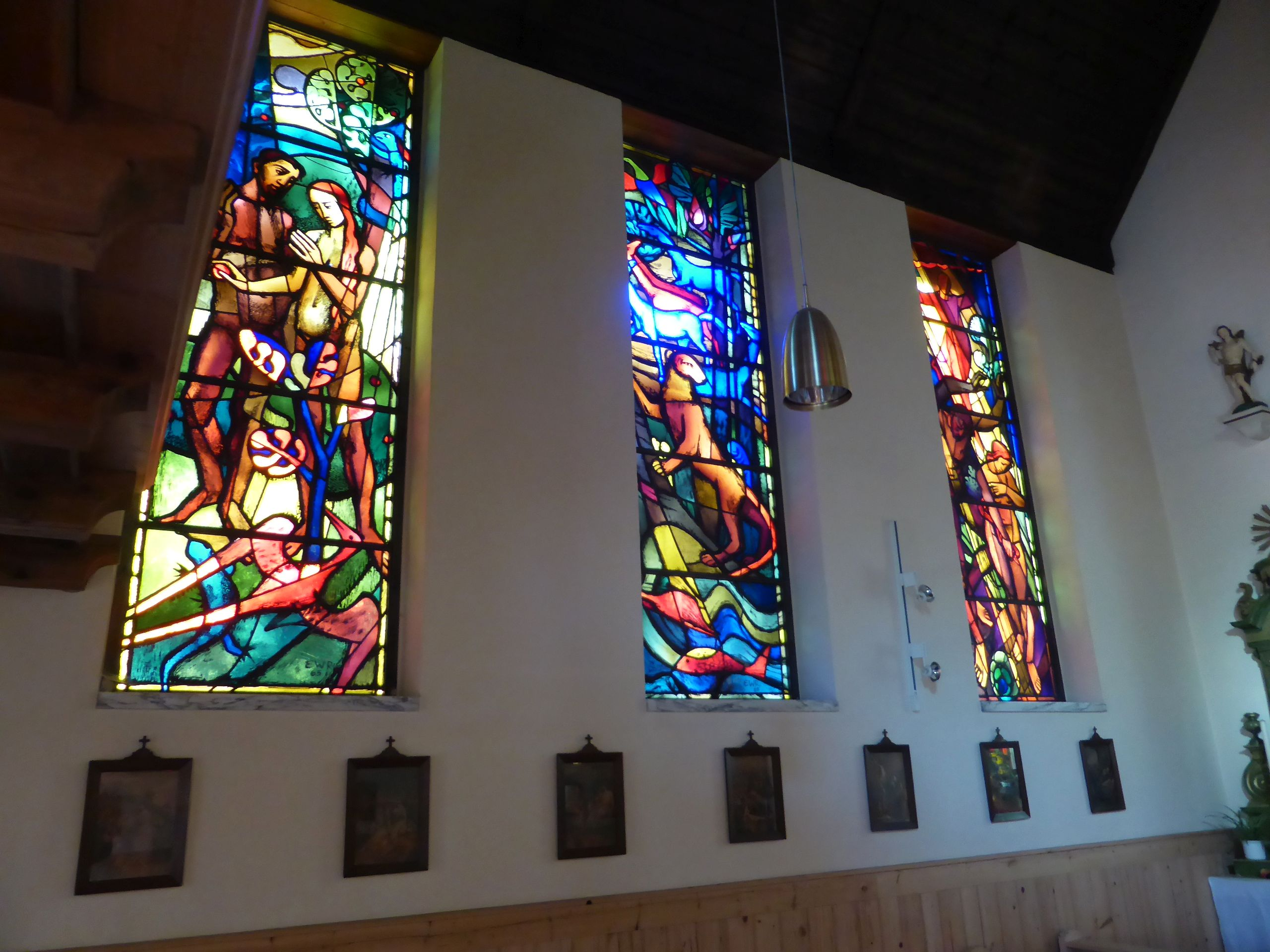
Rechte Seitenfenster
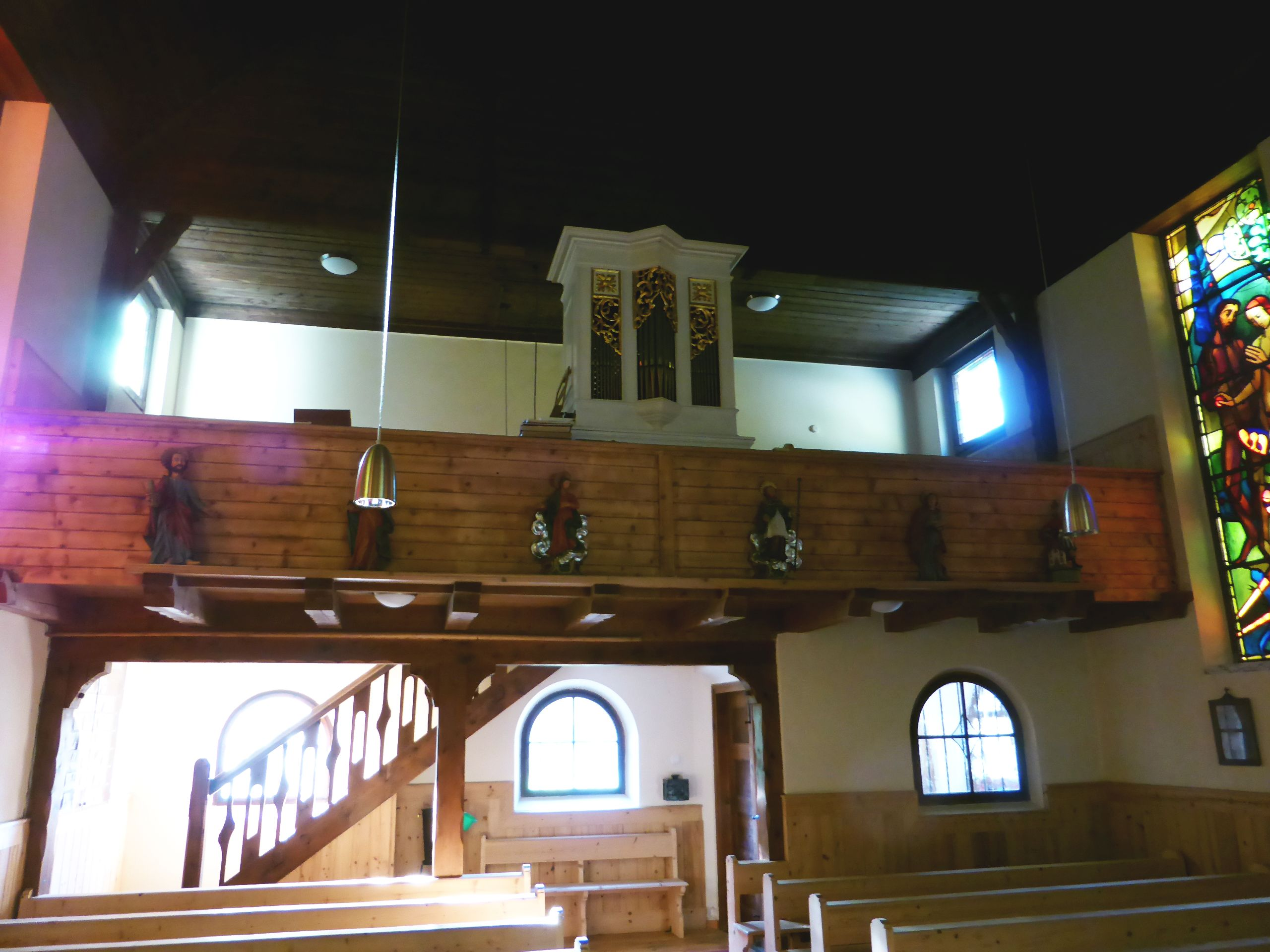
Barocke Orgel aus dem ehemaligen Schloss Stuppach

## Bauliches und Interieur
Das Kirchengebäude hat ein rechteckiges Langhaus mit Rundbogen- und Rechteckfenstern unter einem Satteldach mit Dachreiter. Der eingezogene etwas niedrigere Chor mit geradem Schluss hat einen zweigeschoßigen Anbau im Osten. Der einschiffige Saalraum hat im Westen eine Pfeilerempore. Der rundbogige Triumphbogen führt zum einjochigen Chor unter einer Rundbogentonne. Der Bau ist eine gelungene Mischung aus historisierender und modern-sachlicher Formensprache, ohne jeglichen Romantizismus.
An der Fassade findet sich ein Kreuzigungsrelief aus glasiertem Ton, das vom Bildhauer Leo Miller stammt. Darunter in großen Lettern das Bibelzitat „Kommet alle zu mir, die ihr mühselig und beladen seid“ (Mt 11,28 ). Die sechs Glasfenster stammen vom Grazer Künstlerehepaar Wolf, sie waren ursprünglich für das 1931 errichtete Steyler Missionshaus St. Severin im oststeirischen Fürstenfeld vorgesehen und wurden nach dessen Auflassung für Pöham erworben.
In Kontrast zum Baulichen ist das Inventar alt und relativ geschlossen barock aus dem 18. Jahrhundert.
Der Hochaltar stammt von den Halleiner Schulschwestern, bei denen er die Hauskapelle schmückte.
Am Altar ist die Votivfigur Mutter Gottes mit Kind angebracht, die Schwarze Madonna von Pöham, eine Lorettomadonna. Seitlich sind die barocken Konsolfiguren hll. Petrus und Paulus. Darüber ist als Altarauszug das Schnitzwerk Hl. Dreifaltigkeit angebracht, Gottvater, Hl. Geist und Jesuskind im Strahlenkranz der Apsis. In den Nischen des Chorbogens finden sich die hl. Theresa von Avila und die Madonna von Fatima.
Am rechten Seitenaltar steht eine Figur Herz Jesu, links der hl. Joseph.
Die spätbarocken Konsolfiguren stammen ebenfalls aus der ehemaligen Brandstättkapelle, hl. Sebastian und Christus an der Geißelsäule, sowie sechs Statuetten teils ohne Attribute werden von der Emporenbrüstung getragen.
Die ebenfalls barocke Orgel wurde vom ehemaligen Schloss Stuppach bei Gloggnitz in Niederösterreich hierher übertragen.

## Nachweise
- Die Kirchen von Pfarrwerfen · Werfen · Werfenweng. Kirchenführer, o. n. A.,  Filialkirche Maria Himmelfahrt in Pöham. S. 14 (pdf, werfenweng.gv.at).
- Die Kunstdenkmäler Österreichs. Dehio Salzburg 1986, Pfarrwerfen (!), Filialkirche Maria Himmelfahrt in Pöham, S. 298.
- Wallfahrtskirche Pöham. In: Salzburger Nachrichten: Salzburgwiki.

1. 1 2  Carmen Wieland (Bearb.): Chronik von Pöham (Memento des Originals vom 25. Mai 2014 im Internet Archive)  Info: Der Archivlink wurde automatisch eingesetzt und noch nicht geprüft. Bitte prüfe Original- und Archivlink gemäß Anleitung und entferne dann diesen Hinweis.. August 2012, Die ältesten Gebäude unseres Orts: Was uns die Brandstättkapelle erzählt, S. 7 (pdf, vs-poeham.pfarrwerfen.at – Auszüge diverser Chroniken, mit zahlreichen Abbildungen).
2. ↑  Kurt Klein (Bearb.): Historisches Ortslexikon. Statistische Dokumentation zur Bevölkerungs- und Siedlungsgeschichte. Hrsg.: Vienna Institute of Demography [VID] d. Österreichische Akademie der Wissenschaften. Salzburg, Ehem. Pfarre Werfen (Pfarrwerfen), S. 70 (Onlinedokument, Erläuterungen. Suppl.; beide PDF – o.D. [aktual.]).
3. ↑  Filialkirche Pöham, pfarrwerfen.salzburg.at > Kirche und Religion
4. ↑  Die Steyler Missionare zogen 1991 auf die Laßnitzhöhe bei Graz